# Wintonotitan
Wintonotitan („titán od města Winton“) byl rod titanosaurního sauropodního dinosaura, žijícího v období pozdní spodní křídy (asi před 112 až 100 miliony let) na území dnešní Austrálie.

## Objev
Fosilie částečně zachované postkraniální kostry, označené jako QMF 7292, byly objeveny již roku 1974 Keithem Wattsem v sedimentech souvrství Winton. Na jeho počest popsal tohoto sauropoda v roce 2009 paleontolog Scott Hocknull jako W. wattsi. Stejně jako ostatní sauropodi byl i Wintonotitan mohutným býložravým čtvernožcem s velmi dlouhým krkem a ocasem.

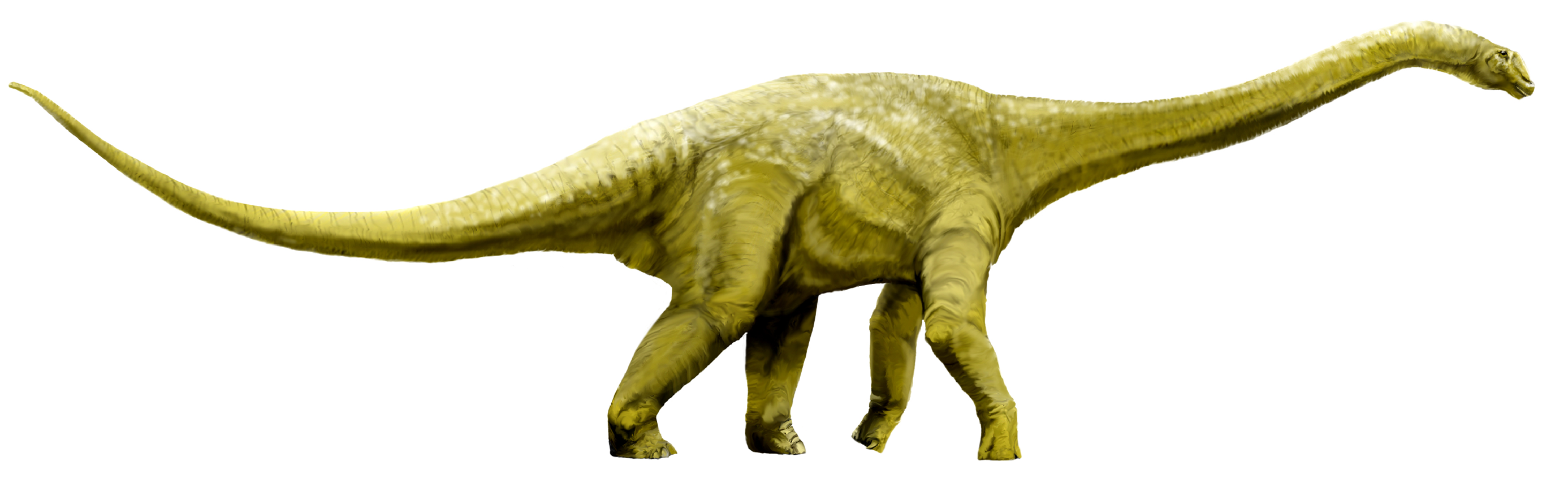
Wintonotitan

## Rozměry
Americký badatel Gregory S. Paul odhadl v roce 2010 délku wintonotitana na 15 metrů a jeho hmotnost asi na 10 000 kilogramů. Paleontolog Thomas R. Holtz, Jr. zase odhadl délku wintonotitana na 17 metrů a hmotnost zhruba na 15 000 kilogramů.
Výrazně větším dinosaurem v Austrálii už tak byl jen Australotitan cooperensis, formálně popsaný v roce 2021.